# Партия защиты интересов пенсионеров
Па́ртия защи́ты интере́сов пенсионе́ров (швед. Sveriges pensionärers intresseparti) — небольшая шведская политическая партия, защищающая интересы пенсионеров и инвалидов. Основана в 1987 году. Лидер партии — Лейф Экстрём.
На последних выборах в Риксдаг не смогла провести ни одного представителя. Имеют 27 депутатов в коммунах Швеции.
До 2022 года имела 3 депутата в коммунальных советах.